# Bernardino Zapponi

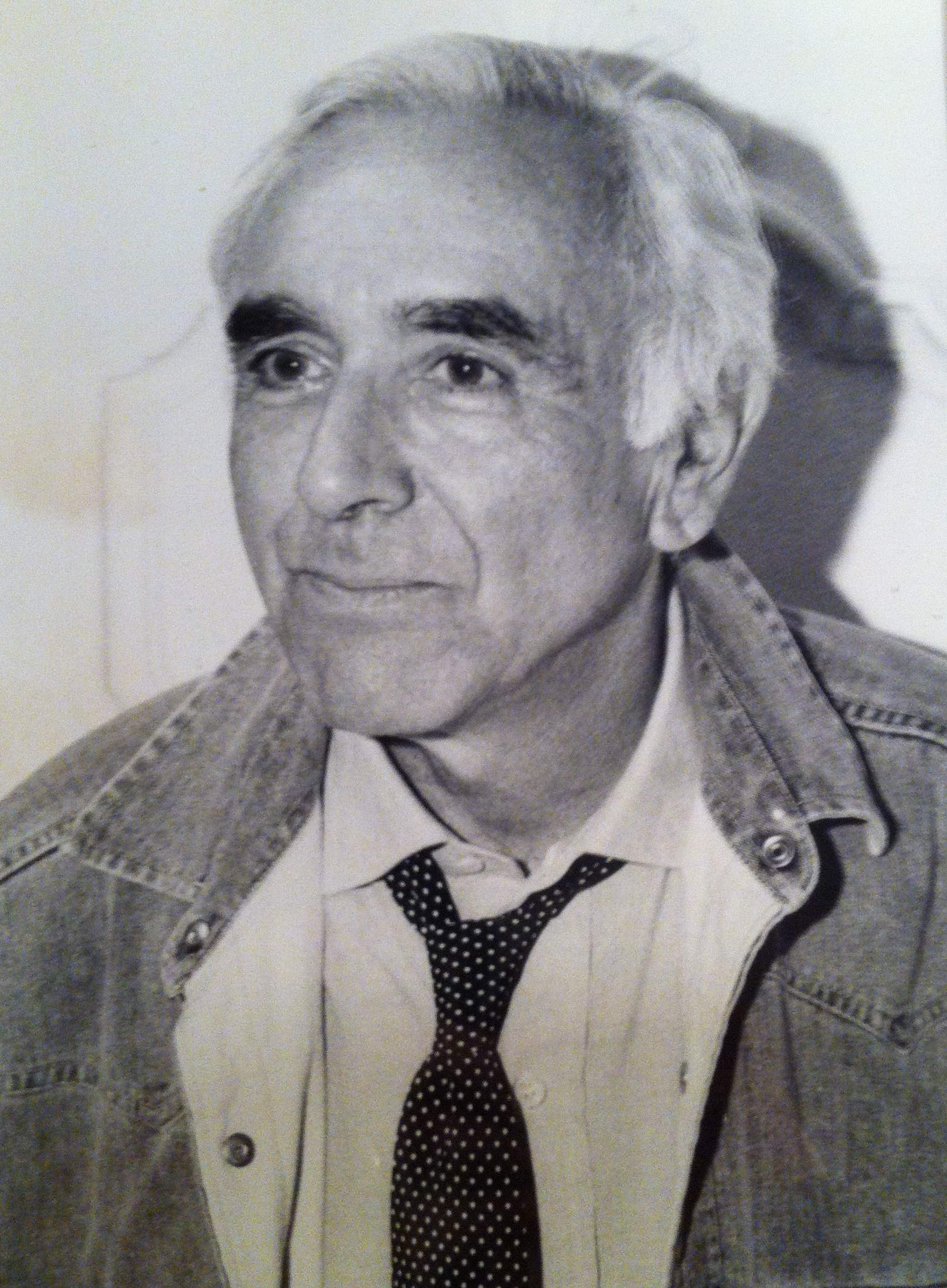
Bernardino Zapponi

Bernardino Zapponi (* 4. September 1927 in Rom; † 11. Februar 2000 ebenda) war ein italienischer Schriftsteller und Drehbuchautor.

## Leben
Zapponi arbeitete zunächst als Kritiker für La Repubblica und begann als Autor bei L’Espresso und der satirischen Zeitschrift Marc’Aurelio. Er schrieb zahlreiche Radio-, Fernsehshows und Varietéprogramme, bevor er als Drehbuchautor für Filme reüssierte. Häufig arbeitete er mit Federico Fellini zusammen.
Er begründete seine eigene Zeitschrift, Il delatore, schrieb Theaterstücke und veröffentlichte Prosa. Für das Drehbuch zu Fellinis Casanova war er für einen Oscar nominiert; 1982 erhielt er das Nastro d’Argento für Il Marchese del Grillo. Zapponi zu Ehren wurde auch ein Filmpreis benannt.

## Filme
- 1967: Hexen von heute (Le streghe) (Episode)
- 1968: Außergewöhnliche Geschichten (Histoires extraordinaires) (Episode Toby Dammit)
- 1969: Fellinis Satyricon (Fellini – Satyricon)
- 1970: Viva Cangaceiro
- 1970: Die Clowns (I clowns)
- 1970: Die Frau des Priesters (La moglie del prete)
- 1972: Fellinis Roma
- 1973: Ein Scheiß-Wochenende (Mordi e fuggi)
- 1974: Moses (Mosè) (Fernseh-Miniserie)
- 1975: Ente auf Orange (L'anatra all'arancia)
- 1975: Rosso – Farbe des Todes (Profondo rosso)
- 1976: Fellinis Casanova (Il Casanova di Federico Fellini)
- 1979: Stau (L‘ingorgo)
- 1980: Fellinis Stadt der Frauen (La città delle donne)
- 1981: Die tolldreisten Streiche des Marchese del Grillo (Il marchese del Grillo)
- 1981: Die zwei Gesichter einer Frau (Fantasma d’amore)
- 1983: Himmel und Hölle (State buoni se potete)
- 1984: … und das Leben geht weiter (…e la vita continua)
- 1985: Der Größte bin ich (Lui è peggio di me)
- 1988: Cesira – Eine Frau besiegt den Krieg (La ciociara)
- 1991: Paprika – Ein Leben für die Liebe (Paprika)
- 1992: Eine unmoralische Frau (Così fan tutte)

## Andere Werke
- 1961: Italiani si nasce (Theater)
- 1974: Passione, Milano: Milano libri
- 1987: Se il tempo fosse un gambero (Theater)
- 1995: Il Mio Fellini, Venezia: Marsilio Editori. dt.: Mein Freund Fellini, Langen, ISBN 978-3-7844-2606-8.
- 1995: Gisella. Erinnerungen an Freudenhäuser. (Co-Autor), ISBN 978-88-8421-020-3.
- 1999: La strada (Musical, Theater)